# Матерн Кёльнский
Матерн (лат. Maternus, род. ок. 285 г. - ум. ок. 328 г.) — святой Римско-католической церкви, третий епископ Трирский (300-327); первый исторически достоверный епископ Кёльнский. День памяти — 14 сентября.

## Биография
Место и год рождения св. Матерна неизвестны. Согласно традиции, скончался около 328 года и погребён в Трире. Исторически подтверждено, что останки св. Матерна как священные реликвии были переданы Трирскому собору около 760 года. Время служения св. Матерна приходилось на те годы, когда Римско-католическую церковь возглавлял папа Сильвестр I.
Матерн Кёльнский в 313 году принимал участие, как представитель императора Константина I, в церковном соборе в Риме, в 314 году — участник синода в Арле. Неоднократно занимался решением спорного вопроса об епископальном первенстве в Германии — между епархиями Трирской и Кёльнской. Согласно преданию, св. Матерну принадлежал подлинный посох св. Петра, владение которым определяло главенство в церковной иерархии в Германии. Епископский посох собственно св. Матерна и поныне хранится в сокровищнице Кёльнского собора и используется при проведении важнейших церемоний.
Является святым покровителем и исцелителем больных лихорадкой, инфекционными заболеваниями, также покровителем виноградарей.
Имя св. Матерна носили целый ряд средневековых церковных служб и учреждений, например — госпиталь св. Матерна в Дрездене.

## Дополнения
- Toni Diederich, Ulrich Helbach, Joachim Oepen: Erzbistum und Erzbischöfe: Die Bischöfe und Erzbischöfe vom 4. bis zum 20. Jahrhundert; Christen am Rhein: Zeugnisse kölnischer Kirchengeschichte aus zwei Jahrtausenden, abgerufen am 6. November 2013
- Joachim Conrad: Maternus; in: Saarländische Biografien Online; abgerufen am 6. November 2013
- Joachim Oepen: Maternus (erwähnt 313/314), Kölner Bischof und Heiliger; Landschaftsverband Rheinland: Portal Rheinische Geschichte, 12. März 2013